# ナン・ゴールディン
ナン・ゴールディン（Nan Goldin 1953年9月12日 - ）はアメリカ合衆国の写真家・活動家。1970年代のニューヨークで性的マイノリティのコミュニティに自ら加わり、その日々の生活を撮影・記録した作品で注目を集めた。美術行政のありかたへの抗議を行う活動家としても知られ、現代アーティストとして最も大きな影響力をもつ1人とも称される。

## 来歴

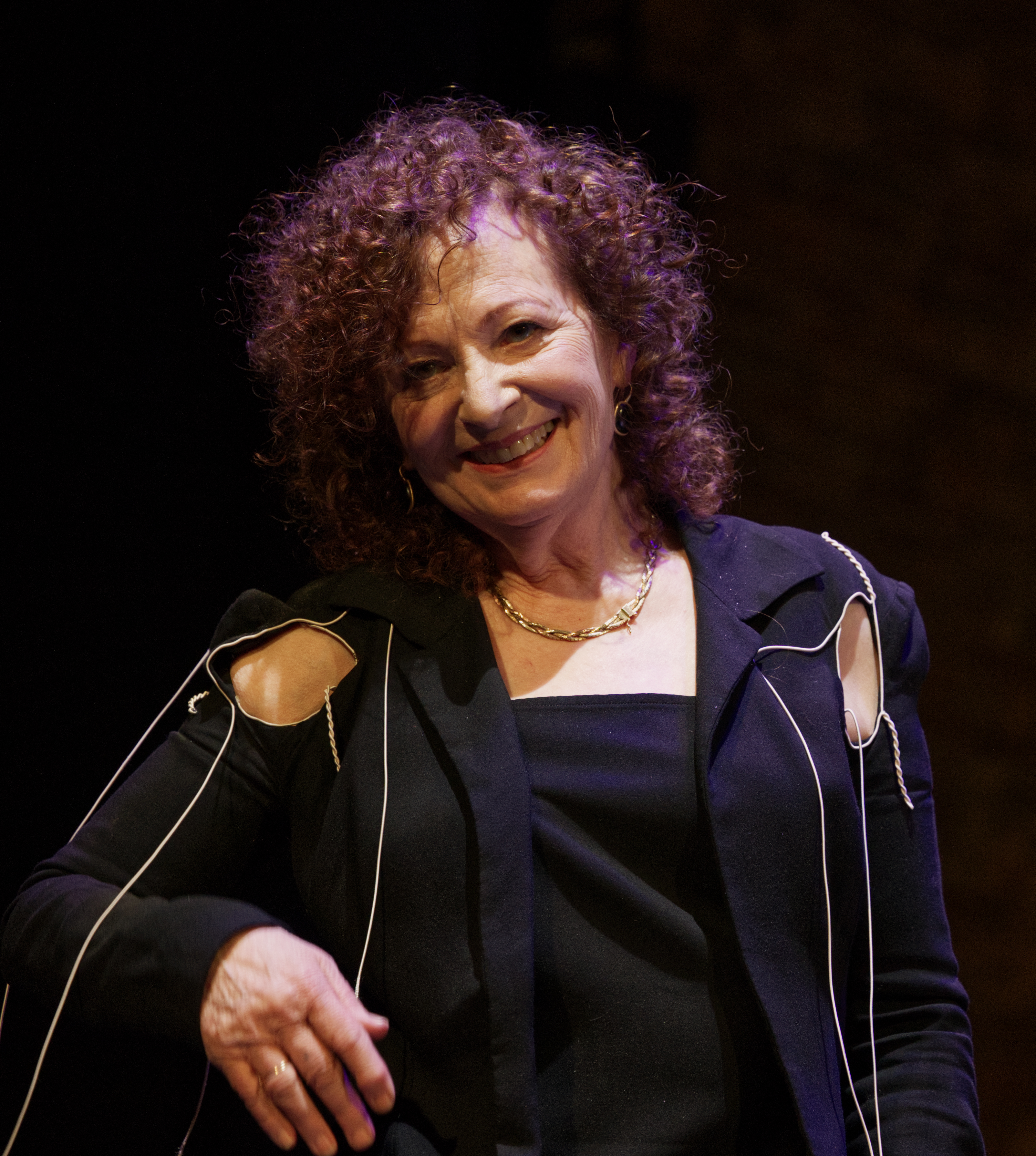
ベルリンでケーテ・コルヴィッツ賞を受賞したさいのナン・ゴールディン（2023年）。

### 幼年時代と放浪生活
ナンシー・ゴールディンは1953年9月12日に首都ワシントンDCの中流家庭の家に生まれる。両親は比較的リベラルな思想をもっていたとされるが、ゴールディンが11歳のとき姉のバーバラが死去。母親との関係や自身の性的志向を苦にした自殺といわれ、ゴールディンも不遇な幼年時代を過ごしたのち14歳で養子縁組に出されている。
これを機にゴールディンは高校を中退して各地を放浪したのち、ドラァグクイーンなど性的マイノリティの人々と親密な関係を築いてボストンで同棲生活を送るようになった。18歳のころ友人からカメラを贈られ、周囲の知人たちのポートレートを撮影し始める。

### 性的依存のバラード
当時1970年代のアメリカはスタジオで精密に設計されたファインアート写真が主流だったが、ゴールディンはこの潮流にまったく背を向け、自らの日常生活でもとくに荒廃した部分にことさらカメラを向けるドキュメンタリー的な作品を撮るようになった。
1973年、20才のとき東部ケンブリッジで最初の個展を開いたのちはコンスタントに作品を発表しつづけ、とくに身辺の人々を長期間追った《性的依存のバラード (The Ballad of Sexual Dependency)》（1978）は美術評論家や美術メディアでも真剣な議論の対象となり、ゴールディンの知名度を一気に高めることになった。この頃ゴールディンは男性・女性の恋人たちと関係を結んでは別れ、撮影費を捻出するためときとして自ら売春すら行う生活を送っていたが、それらは彼女の作品に克明に記録されてゆくことになる。
こうした彼女の写真は、露悪的な日記にすぎず芸術とは呼べないとする強い批判も浴びたが、一方で、芸術と実人生との関係を全く新しい手法で描く画期的な作品として大きな注目を集めるようになる。1980年代には、ゴールディンの作品がニューヨーク近代美術館やホイットニー美術館など主要な美術館に購入・展示され、さらにヨーロッパでも声名が高まって個展がたびたび開催されるようになった。
このころも自らの身辺を包み隠さず記録しようとする作風は変わらず、1984年には、交際相手の男から激しい暴力を受けて頬骨陥没など重症を負った自らの姿にカメラを向け、後に『Nan』と題する写真集にまとめている。

### 声望の高まり
90年代に入るとゴールディンは世界的に高い評価を受けるようになり、1990年にマザー・ジョーンズ・ドキュメンタリー写真賞、1991年にティファニー財団章などを受賞したほか、作品展がアムステルダムやマドリード、パリ、ベルリンを巡回した。これと期を同じくして欧米ではエイズの拡大が社会問題化し、ゴールディンの周囲でも友人・知人の多くがエイズで命を落とした。
ゴールディンは彼らにもカメラを向けて多数の作品を残したほか、1995年にはイギリスのBBCで『私はあなたの鏡となる (I’ll Be Your Mirror)』と題するテレビ番組を制作。性的アイデンティティや薬物依存の問題とエイズ禍への理解を訴えて、ゴールディンは社会活動家としても注目されるようになった。
90年代後半から2000年代初頭にかけて、ホイットニー美術館やロンドンのテート・ギャラリー、パリのポンピドゥー・センターなどで相次いで大回顧展が開催。ファッション雑誌や広告キャンペーンでも活躍し、これと平行してハーバード大学でも写真論の講義を担当している。

### 美と殺戮のすべて
ゴールディンは主要な写真賞を受賞、フランス政府から叙勲を受けるなど「現代の最も重要な写真家の1人」という声望を確立するが、2010年代になって、アメリカで広く普及したオキシコンティンなどの鎮痛剤をめぐる薬害事件がおきると、ゴールディンがこの薬の常用者として被害を受けていることが明らかになった。
製薬会社の創業家サックラーは世界各地の主要美術館に巨額の寄付を行って、欧米の美術行政に深くかかわる立場にあったため、ゴールディンは新たに市民団体を設立。自身の展覧会開催や作品売却を拒否するなどの抗議を通じて、美術館側にサックラー家との関係清算を強く求める活動を行った。
結果的に、こうした活動ののち主要美術館はサックラー関係企業からの寄付受け入れを中止、たとえばメトロポリタン美術館に長く置かれていた「サックラー・ウィング」などの名称も撤回された。この間の活動はゴールディン自身が製作に協力した映画『美と殺戮のすべて』（2022）に描かれている。 

## エピソード
- 1994年には日本を訪れ、東京のアンダーグラウンドの若者たちを撮影。荒木経惟の写真と交互に並べた写真集、『TOKYO LOVE』を発表。渋川清彦、笠井爾示などがモデルとして登場している[14]。
- 自ら監督・出演したドキュメンタリー番組『私はあなたの鏡となる (I’ll Be Your Mirror)』は、日本では「第2回アート・ドキュメンタリー映画祭」で上映された。

## 語録
- （姉、友人達の死からの影響について）「完全に私の人生を変えた。人生の中で、写真を撮る中で、私は常に彼女との間にあった親密さを探している。それから、友人達のことも考える。姉の死は、もっと抽象的なものだった。象徴的といってもいい。一方で友人達の死は、とても現実的で、計り知れない遺産を私に残してくれた。そういうわけで私は写真を撮るの。とっても多くの人たちが、ひどく恋しくて仕方ないのよ」（作家デニス・クーパーによる1995年のインタビュー"The Ballad of nan goldin"）」[15]。

## 関連文献
（欧文）
- Armstrong, David, The Other Side. Introduction by Nan Goldin. (Scalo, 2000).
- Junge, Sophie.  Art about AIDS : Nan Goldin's exhibition Witnesses : against our vanishing (Berlin : De Gruyter, 2016)
- Kozloff, Max. “The Family of Nan.” Art in America 75:11 (November 1987): 38-43.
- Smith, Roberta. “Art in Review: Nan Goldin.” New York Times, April 7, 2006.
- Weinberg, Jonathan. Fantastic tales : the photography of Nan Goldin (The Pennsylvania State University Press, 2005)

（邦文）
- 笠原美智子『ジェンダー写真論　増補版』里山社、2022
- 鈴村和成『幻の映像 : 写真とテクスト』青土社、1993

（作品集）
- ナン・ゴールディン『YMO写真集 NOT YMO - YMO in NEW YORK』太田出版、1993年、ISBN 978-4-872-33118-9
- ナン・ゴールディン、荒木経惟『TOKYO LOVE』本本堂、1994年、ISBN 978-4-872-33189-9
- ナン・ゴールディン『悪魔の遊び場』ファイドン、2005年、ISBN 978-4-902-59303-7
- 『ナン・ゴールディン写真集 : The other side』植田可子訳、フォトプラネット、1993